# 早雲山駅

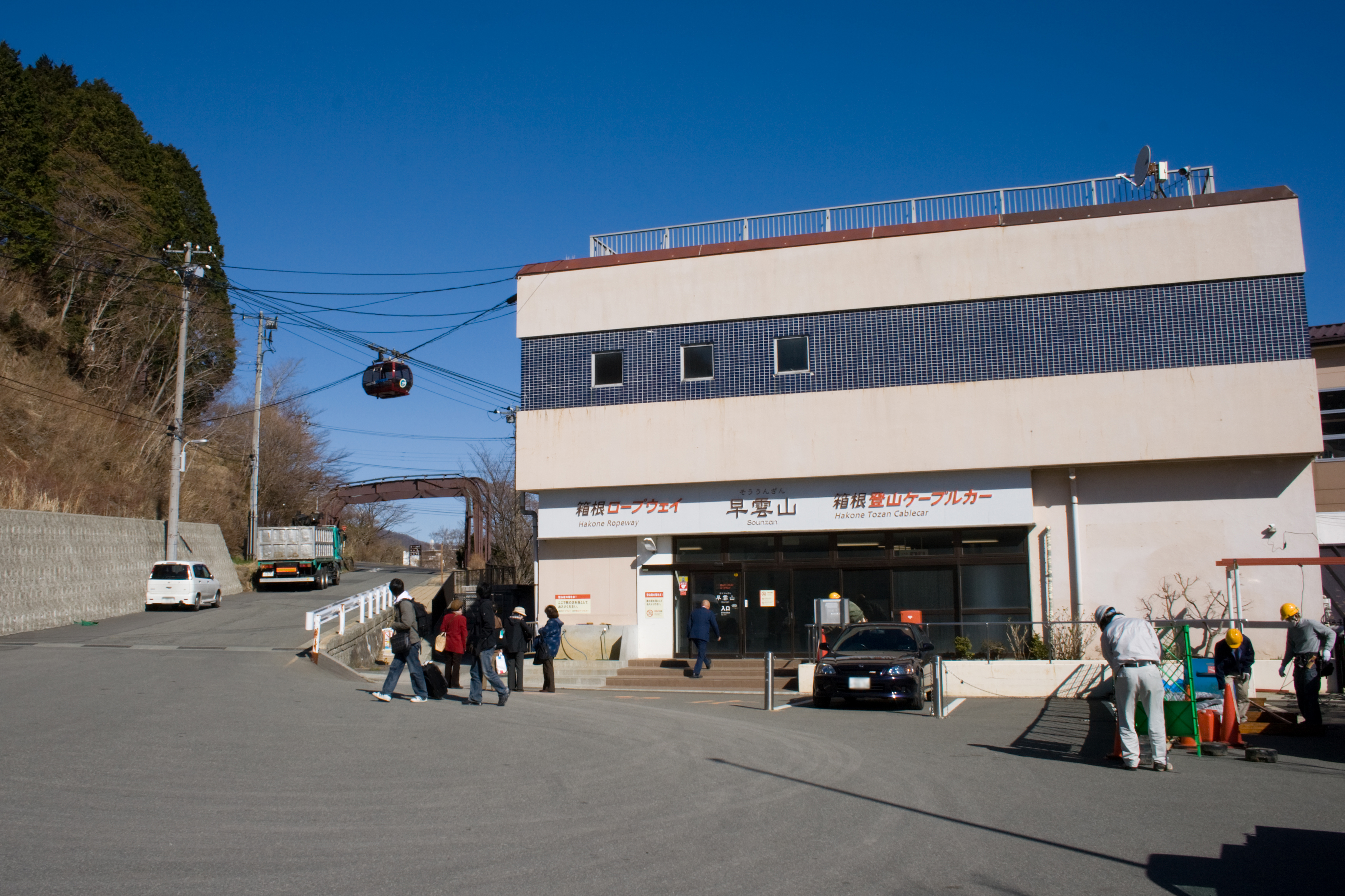
建て替え前の駅舎

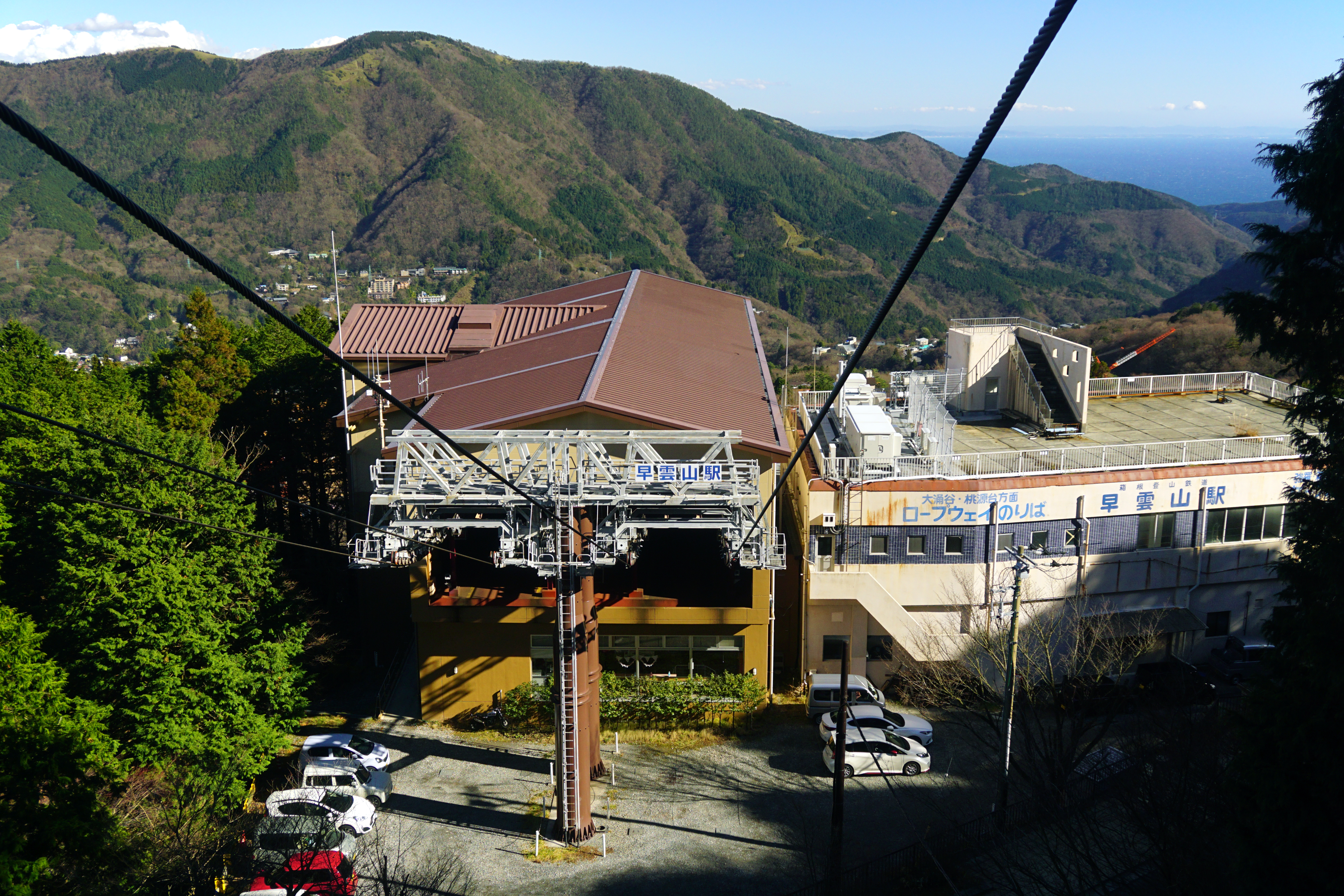
ロープウェイから眺めた駅舎

早雲山駅（そううんざんえき）は、神奈川県足柄下郡箱根町強羅にある小田急箱根の駅である。
当駅を終点とする鋼索線（箱根登山ケーブルカー）と、当駅を起点とする箱根ロープウェイの2路線が乗り入れる。駅番号は両路線ともにOH 62。
神奈川県で最西端に位置する鉄道駅である。

## 概要
当駅は箱根ロープウェイと箱根登山ケーブルカーとの中継地点にあたる。当駅からは強羅のパノラマや箱根外輪山のほか、晴天時は相模湾を望むことができる。
箱根登山鉄道の表示看板やパンフレットでは各駅の標高が示されており、かつて箱根登山ケーブルカーとしての当駅の標高は761 mと表記されていたが、2013年の再調査で750 mに訂正されている。ただし、箱根ロープウェイとしての当駅の標高は以前より757 mとなっている。
なお、箱根登山ケーブルカーでは、唱歌『箱根八里』の発車メロディが使用されている。

## 歴史
- 1921年（大正10年）12月1日：上強羅駅（初代）として鋼索線の駅が開業。
- 1926年（大正15年）7月10日：早雲山駅に改称[4]。
- 1944年（昭和19年）2月11日：鋼索線が不要不急線となり営業休止。
- 1950年（昭和25年）7月1日：営業再開。
- 1959年（昭和34年）12月6日：箱根ロープウェイが開業[5]、接続駅となる。
- 1961年（昭和36年）10月27日：鉄筋コンクリート造2階建ての駅舎に改築[6]。
- 2020年（令和2年）7月9日：駅舎のリニューアルが完了[7]。「cu-mo箱根」がオープン[7]。ケーブルカーホームで昇降式ホーム柵の使用を開始[8]。
- 2022年（令和4年）4月1日：箱根ロープウェイが箱根登山鉄道に吸収合併され、ケーブルカー・ロープウェイの両路線とも箱根登山鉄道（現・小田急箱根）の駅となる[9]。

## 駅構造
箱根登山ケーブルカーは頭端式ホーム2面1線で、改札口（有人通路）は前方の階段・エスカレーターを上ったところにある。また、ホームの上強羅寄りには改札階へのエレベーターが設置されている。構内の線路はピット構造となっており、ケーブルカー車両の検修はここで行われる。
箱根登山ケーブルカーの改札は地下1階のホームから上がった1階に、箱根ロープウェイの改札と乗り場は階段およびエレベーターで上った2階にある。2階には隣接して売店、展望テラスおよび足湯が設けられている。
当駅は桃源台駅とともに箱根ロープウェイの終点駅となっており、ロープウェイの緊張設備が設置されている。

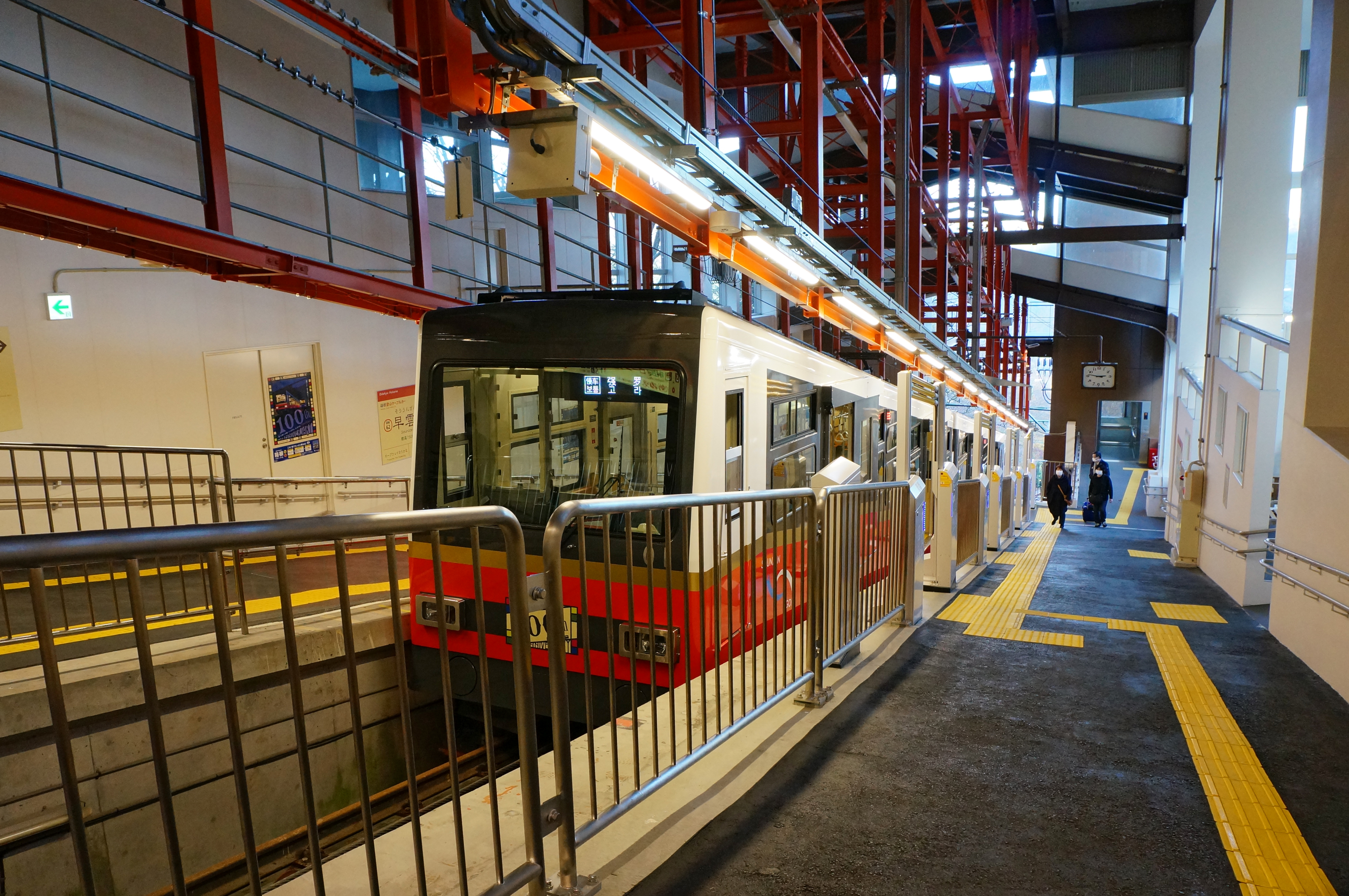
ケーブルカー乗り場
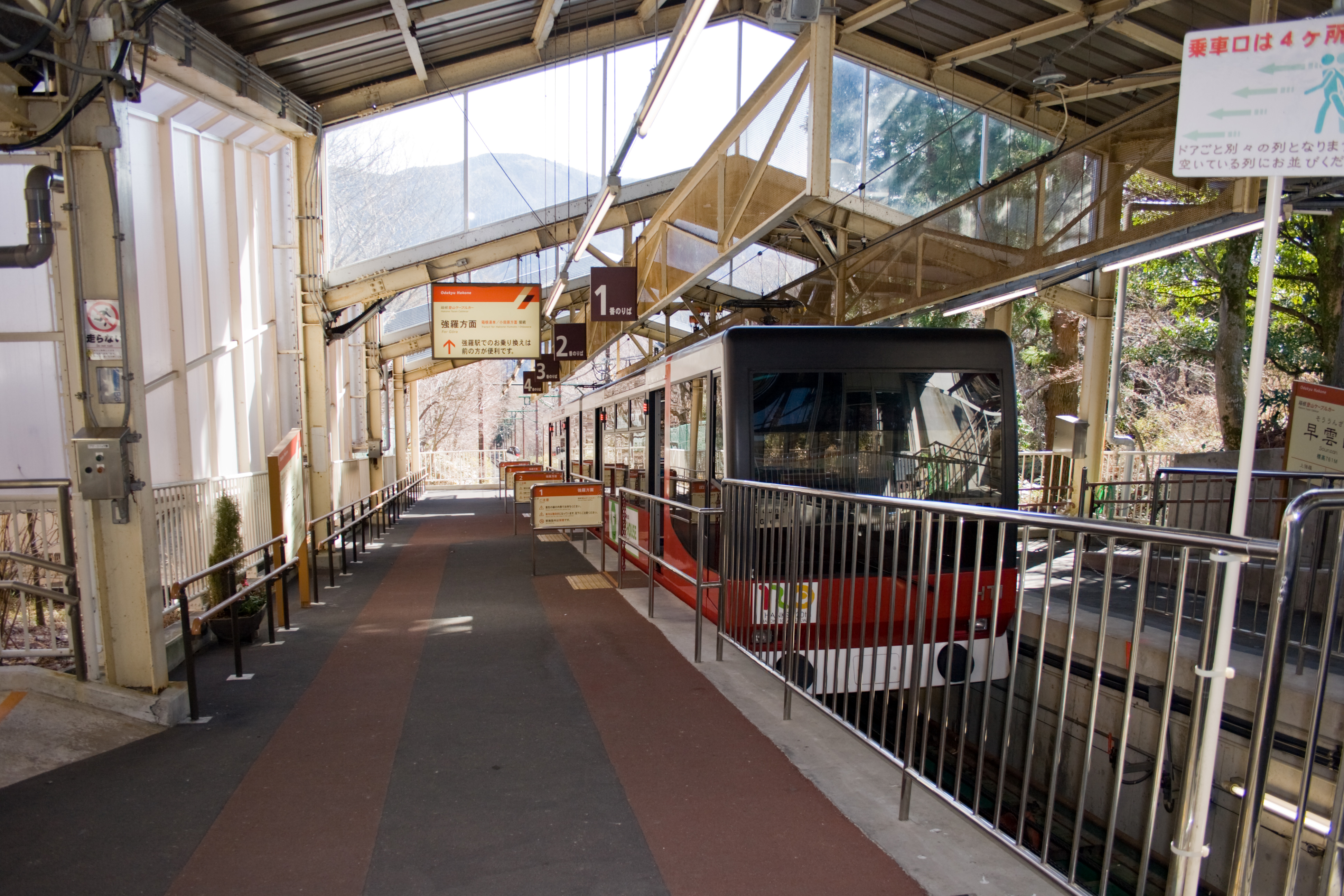
ケーブルカー乗り場（建て替え前）
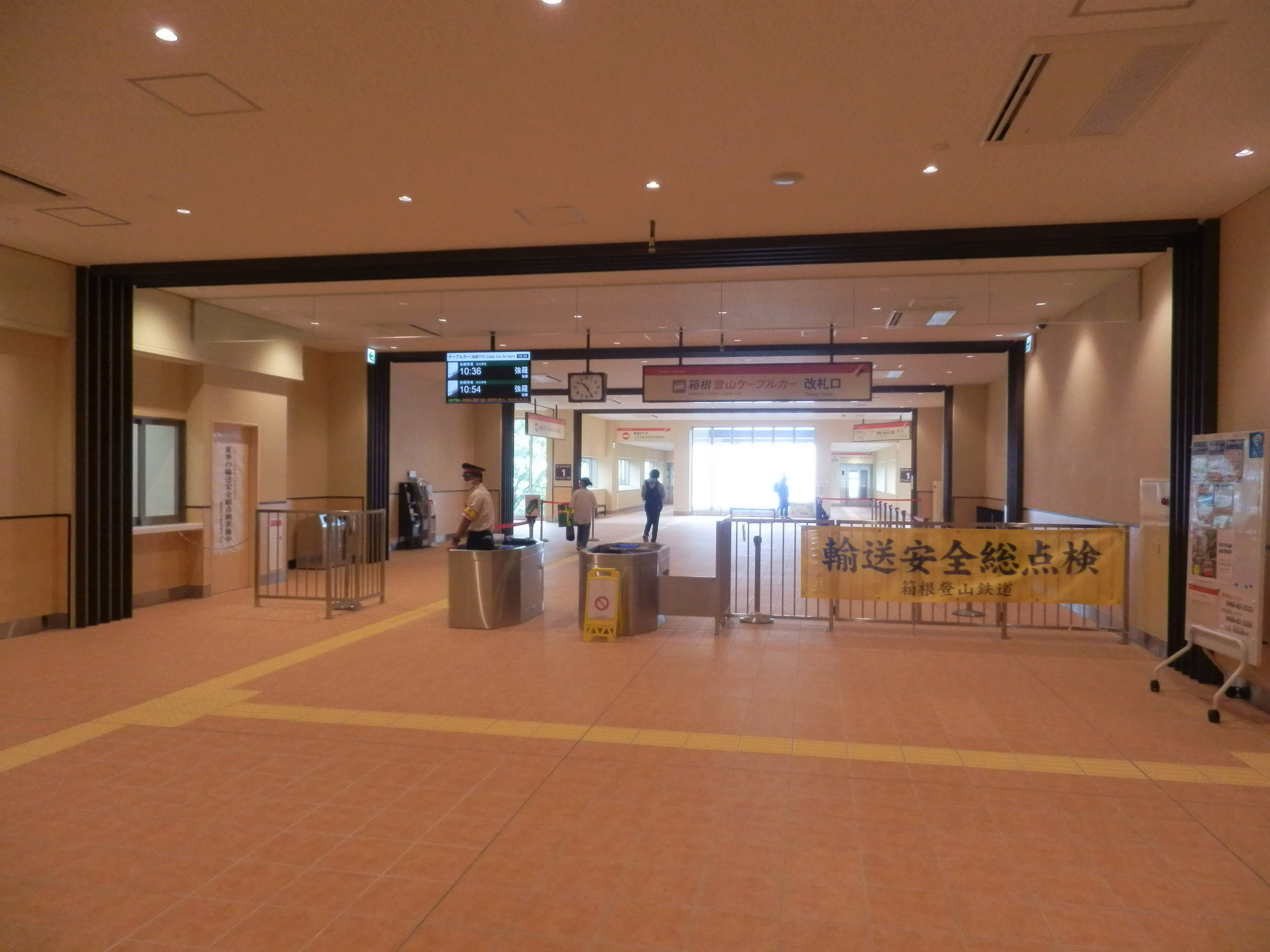
ケーブルカー改札
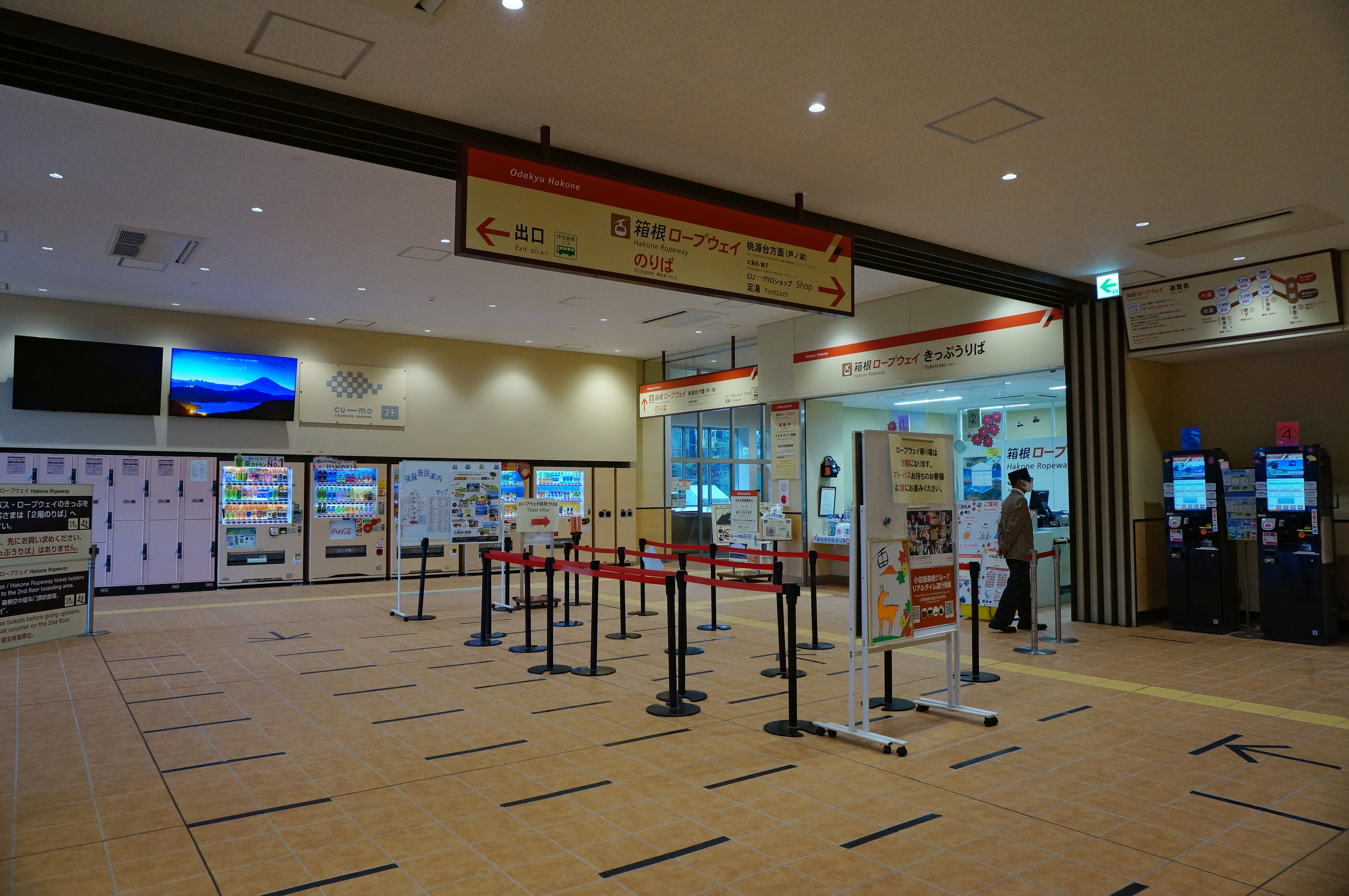
切符売り場
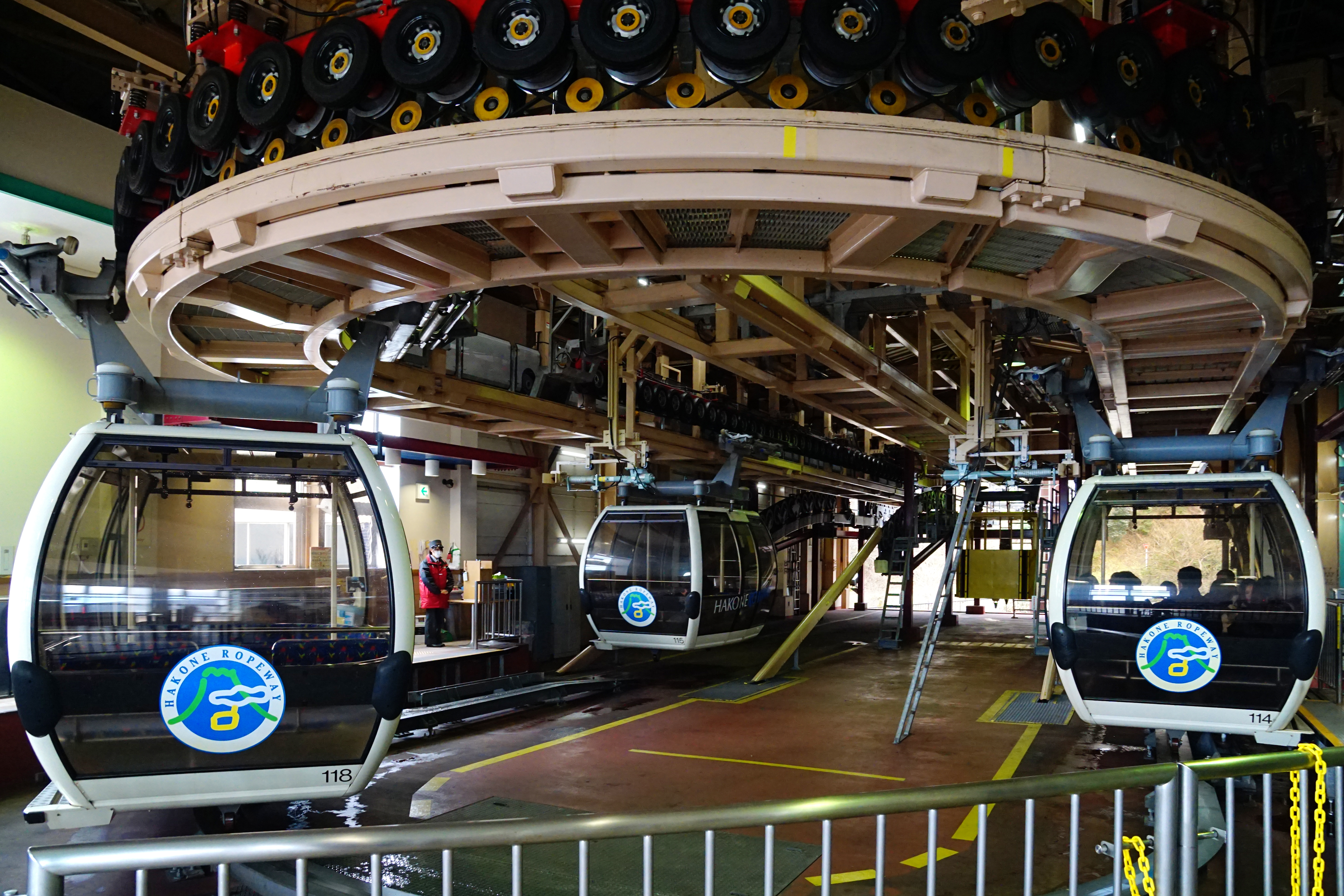
ロープウェイ乗り場

## 利用状況
2008年度の1日平均乗車人員は1,077人である。近年の推移は下記の通り。
| 年度               | 1日平均 乗車人員 | 出典    |
| ------------------ | ---------------- | ------- |
| 1998年（平成10年） | 795              | [ * 1 ] |
| 1999年（平成11年） | 767              | [ * 2 ] |
| 2000年（平成12年） | 736              | [ * 2 ] |
| 2001年（平成13年） | 711              | [ * 3 ] |
| 2002年（平成14年） | 638              | [ * 3 ] |
| 2003年（平成15年） | 705              | [ * 4 ] |
| 2004年（平成16年） | 848              | [ * 4 ] |
| 2005年（平成17年） | 1,092            | [ * 5 ] |
| 2006年（平成18年） | 1,048            | [ * 5 ] |
| 2007年（平成19年） | 1,215            | [ * 6 ] |
| 2008年（平成20年） | 1,077            | [ * 6 ] |

## 駅周辺
- 大雄山箱根別院

以前は、駅周辺に箱根早雲山美術館があったが、2000年代前半に閉館した。

## バス路線
駅前にバスは乗り入れていない。駅から西へ100メートルほど離れた神奈川県道734号大涌谷小涌谷線上に最寄りのバス停がある。
- 早雲山駅入口（停留所番号：844）（伊豆箱根バス）
  - 湖尻・箱根園行 ※昼間は大涌谷も経由
  - 宮ノ下・箱根湯本駅経由小田原駅東口行

## 隣の駅
小田急箱根
 鋼索線（箱根登山ケーブルカー）
上強羅駅 (OH 61) - 早雲山駅 (OH 62)
 箱根ロープウェイ
早雲山駅 (OH 62) - 大涌谷駅 (OH 63)